# Luigi Bosco
Luigi Bosco (né le 20 mars 1922 à Montechiaro d'Asti au Piémont et mort le 13 octobre 2006 à Turin) est un joueur italien de football, qui évoluait en tant que défenseur.
Durant sa courte carrière, Bosco n'a joué que pour trois clubs, tout d'abord la Juventus (0 but inscrit en 4 matchs entre 1946 et 1947), ensuite le Calcio Côme (1 but en 104 matchs entre 1947 et 1951), puis enfin au Calcio Catane (0 but inscrit en 3 matchs entre 1951 et 1952).

## Palmarès
Juventus
- Championnat d'Italie :
  - Vice-champion : 1946-47.